# Polycarena pubescens
Polycarena pubescens är en flenörtsväxtart som beskrevs av George Bentham. Polycarena pubescens ingår i släktet Polycarena och familjen flenörtsväxter. Inga underarter finns listade i Catalogue of Life.